# Daj mi drugie życie
Daj mi drugie życie – album studyjny polskiego piosenkarza Krzysztofa Krawczyka i jugosłowiańskiego kompozytora Gorana Bregovicia. Wydawnictwo ukazało się 27 sierpnia 2001 roku nakładem wytwórni muzycznej Zic Zac w dystrybucji BMG Poland.
Nagrania dotarły do 2. miejsca zestawienia OLiS. 17 października 2001 roku płyta uzyskała certyfikat złotej. Również w 2001 roku materiał uzyskał nominację do nagrody polskiego przemysłu fonograficznego Fryderyka w kategorii Album Roku – Etno / Folk. Na rynku międzynarodowym płyta ukazała się pt. Kris & Goran.

## Lista utworów
Opracowano na podstawie materiału źródłowego.
1. „Mój przyjacielu” (Momčilo Bajagić „Bajaga”/Daniel Wyszogrodzki) – 3:03
2. „Płatna miłość” (Goran Bregović/Daniel Wyszogrodzki) – 4:58
3. „Daj mi drugie życie” (Goran Bregović) – 4:09
4. „Cicho serce moje” (Goran Bregović) – 3:58
5. „Ślady na piasku” (Goran Bregović/Daniel Wyszogrodzki) – 4:37
6. „Ojda, ojda” (Goran Bregović/Iggy Pop) – 4:27
7. „Witaj gościu” (Goran Bregović) – 3:22
8. „Dzika jaśmina” (Zdravko Čolić/Daniel Wyszogrodzki) – 3:49
9. „Kochaj” (Goran Bregović) – 4:49
10. „Gdybyś była moja” (Goran Bregović/Zdravko Čolić/Daniel Wyszogrodzki) – 5:29